# 嘉義市立美術館

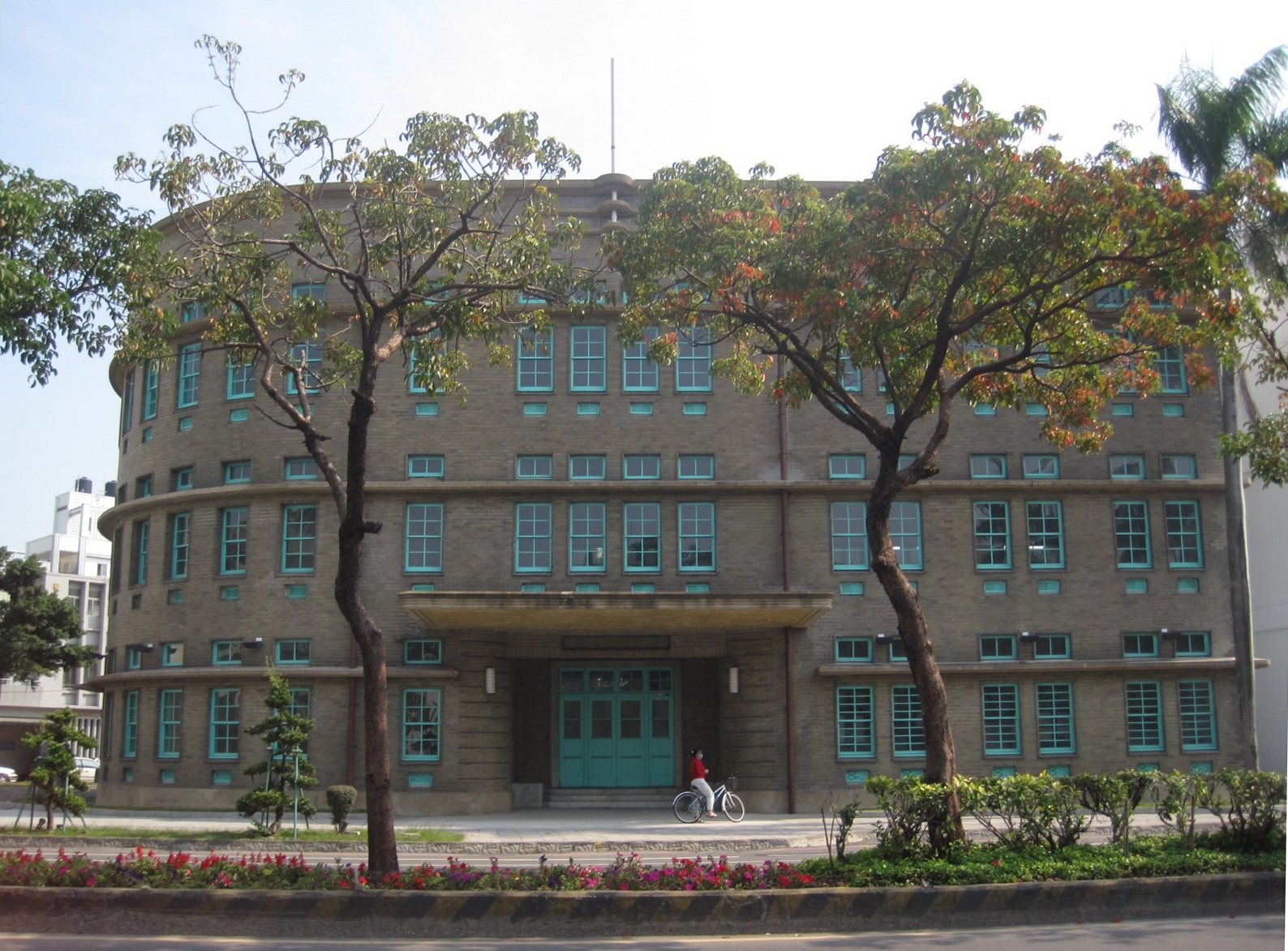
旧菸酒公売局嘉義分局庁舎

嘉義市立美術館（かぎしりつびじゅつかん、略称：嘉美館）は台湾嘉義市西区にある2020年秋開館の公立美術館とその運営組織の名称。市の古蹟建築物で、台湾総督府の技師梅澤捨次郎が設計した日本統治時代の台湾総督府専売局嘉義支局庁舎と複数の倉庫から構成される建物群をリニューアルして2020年秋に開業した。

## 沿革
陳澄波、林玉山、張義雄ら著名な画家を輩出し、公売局支局庁舎落成翌年の1938年に開かれた台湾総督府美術展覧会（府展）では入選者の約2割を嘉義出身者が占めるなど、戦前から「画都」と称されていた嘉義の芸術界復興の象徴として公売局庁舎は美術館へのリニューアルが推進された(p48)。

### 竣工前
2005年11月、行政院は古蹟登録された政府（財政部傘下台湾菸酒公司）所有の旧菸酒公売局分局庁舎に対して市による利用を同意した。2010年から約5,800万ニュー台湾ドルを投じて着手した修復事業が2013年初頭に完了し、市立美術館の設置場所について市文化局は当地を含む複数の候補地を専門家を交えた意見集約を諮り、公売局跡が優勢となった。同年9月、6代目嘉義市長の黄敏恵（中国国民党）により複数の市立美術館立地候補から当地が選ばれた。
1982年に県轄市から省轄市への昇格を果たしてから32周年となる2014年7月1日に美術館への再生事業の受け皿となる「嘉義市立美術館準備処（中国語: 嘉義市立美術館籌備處）」が嘉義市政府直属機関として設立された
2014年中華民国統一地方選挙を経た2015年上半期、7代目市長の涂醒哲（民主進歩党）率いる新市政府および市議会では嘉義市立博物館活用などの異論が起きたが、結局8月には公売局案が維持されることとなった。また、戦後に増築され、美術館としては使われない公売局の建物を嘉義市政府社会処が別用途で継続利用することを新市長が容認していたため、美術館化構想への中央政府の補助金申請の目途がつかない状態となるなど紆余曲折があった。
2018年2月23日、嘉義市政府文化局は建設業者と調印、14ヶ月の工期（2019年6月完工予定）を経て3月28日に着工した。この間古蹟本体の旧分局庁舎でレンガ部分の劣化により修復工程が増え、予算が追加されるなど、工期の遅れが生じ1年遅れの2020年3月完工、半年後の9月開館に予定が改められた。

### プレイベント
いずれも2014年に開催されていた。
臺灣本壘，KANO精神－臺灣棒球精神主題展
- 期間：2月14日 - 5月18日
- 内容：映画『KANO』を上映し、台湾の野球史にまつわる資料を展示。

繪聚‧諸羅派 特展（嘉義市立美術館籌備展）
- 期間：7月1日 - 9月28日
- 内容：欧陽文（中国語版）、林玉山、張義雄ら嘉義ゆかりの画家作品を展示。

### 開幕へ
2019年5月、ウエストミンスター大学のアート・視覚文化論（Art and Visual Culture）で博士号を修了した女性キュレーターの頼依欣が初代館長に就任することが発表された。
開館直前の2020年8月には二・二八事件の犠牲者で嘉義出身の画家陳澄波の作品が陳澄波文化基金会から寄贈された。9月25日から3日間のプレオープンを経て、10月6日に正式開業し、11月7日に開幕式典が開催された。

### 開幕後
古蹟棟内部の書店に大手の誠品書店が入居することが決まり、実現すれば嘉義では同書店の10年ぶりの復活となる。2021年1月27日に年末までの期間限定店舗として開幕。

## 建築
専売事業時は中山路に面した庁舎正面入口が使用されていたが、美術館としては裏側の広寧街に面した中庭を経て旧製品倉庫の本館から出入りするように動線が改められた。このため、住所表記も中山路659号から広寧街101号となっている。
|                                      |                    |
| 中央が古蹟棟（A棟） 奥がB棟、左がC棟 | B棟                |
|                                      |                    |
| B棟の吹き抜け                        | 古蹟棟内部の階段部 |

A棟（古蹟棟）
梅澤捨次郎設計のA館（支局庁舎本館）はほぼそのままに、主に物販・飲食店や事務スペースとして使われている。
B棟
老朽化で耐震性に難があった南西側B館（旧製品倉庫）は鉄筋コンクリートの外壁を除去し、CLT（Cross laminated timber、直交集成板）工法により木造梁とガラスのカーテンウォールを組み合わせて軽量化と断熱効果向上を実現し、かつ開放感を演出している(p49-50)。公売局時代には3階建て（戦前は2階建て）だったが4階建てとなり、中山路に面していない裏側に吹き抜け構造の三角形の中庭が増やされた。
C棟
1954年に酒類倉庫として増築された広寧街に面する南側の建物。

## 組織
ロゴは「+1」（中国語: 加一、拼音: Jiāyī。嘉義（拼音: Jiāyì）とほぼ同音）を意匠化している。
館長
1. 頼依欣：2019年5月1日 - 現任

## 立地
台鉄嘉義駅前站（東口）から徒歩圏内で、中正路対面には嘉義分局の酒工場だった旧嘉義酒廠をリニューアルした嘉義文化創意産業園区がある。

### 註釈
1. ↑  開幕式典は11月7日
2. ↑  公売局が2002年7月に民営化されて発足した法人